# Hokuto (Yamanashi)
Pour les articles homonymes, voir Hokuto.
Hokuto (北杜市, Hokuto-shi) est une ville située dans la préfecture de Yamanashi, au Japon.

## Géographie

### Situation
Hokuto est située dans le nord-ouest de la préfecture de Yamanashi, entourée par les monts Akaishi à l'ouest, les monts Yatsugatake au nord et les monts Okuchichibu à l'est.

### Municipalités limitrophes
| Fujimi      | Minamimaki | Kawakami |
| Ina         | Hokuto     | Kōfu     |
| Minami-Alps | Nirasaki   | Kai      |

### Démographie
Lors du recensement national de 2010, la population de Hokuto était de 47 310 habitants, répartis sur une superficie de 602,89 km2. En juillet 2025, elle était estimée à 45 174 habitants.

## Histoire
Hokuto a été fondée le 1er novembre 2004 par la fusion des bourgs de Hakushū, Nagasaka, Takane et Sutama, ainsi que des villages d'Akeno, Mukawa et Ōizumi, tous du district de Kitakoma. Le bourg de Kobuchisawa (ja) a été intégré à Hokuto le 15 mars 2006.

## Culture locale et patrimoine
- Musée des arts photographiques de Kiyosato

## Transports
Hokuto est desservie par les routes nationales 20 et 141.
Hokuto est desservie par les lignes Chūō et Koumi de la JR East. La gare de Kobuchizawa est la plus importante de la ville.

## Honneur
L'astéroïde (9191) Hokuto est nommé en son honneur.